# Галактичка астрономија
Галактичка астрономија је грана астрономије која се бави проучавањем наше галаксије, Млечни пут, њене структуре, саставних делова, динамике, интеракција са околином и других аспеката везаних за њен развој и еволуцију. Ова дисциплина се фокусира на детаљно истраживање Млечног пута као наше „домаће" галаксије, користећи различите методе посматрања и анализе да би се разумела њена природа и место у ширем контексту свемира.
Свемир изван Млечног пута предмет је проучавања вангалактичке астрономије, која се бави другим галаксијама, њиховом морфологијом, еволуцијом и структуром на великим скалама.

## Историјски преглед
Проучавање Млечног пута има дугу историју која сеже у античко доба, када су древне цивилизације попут Грка, Римљана и Египћана посматрале ноћно небо и стварале митове о пореклу светле траке звезда која се пружа преко неба. У античкој Грчкој, Млечни пут је назван „Галаксиас" (од грчке речи за млеко), што је касније постало основа за термин „галаксија". Међутим, тек са развојем модерне астрономије у 17. и 18. веку, захваљујући пионирима попут Галилеја Галилеја, који је први употребио телескоп за посматрање Млечног пута и открио да се састоји од безброј звезда, почело је систематско истраживање ове галаксије.
У 20. веку, астрономи попут Харлоуа Шејплија и Едвина Хабла су значајно допринели разумевању структуре Млечног пута. Шејпли је утврдио да Сунце није у центру галаксије, већ на периферији, док је Хабл доказао да постоје и друге галаксије изван наше, чиме је постављена разлика између галактичке и вангалактичке астрономије.
Развој радиоастрономије, инфрацрвене и подмилиметарске астрономије у 20. веку омогућио је астрономима да продру кроз слојеве космичке прашине који заклањају видљиву светлост и да добију детаљнију слику о структури и саставу Млечног пута. Ови технолошки напреци довели су до открића супермасивне црне рупе у центру галаксије, познате као Стрeлaц A*, као и до бољег разумевања спиралних кракова и међузвезданог медијума.

## Структура Млечног пута
Млечни пут је спирална галаксија са пречком, што значи да има централну пречку (бар) од које се пружају спирални кракови. Његова структура се састоји од неколико основних компоненти:
- Централна пречка и језгро: У средишту Млечног пута налази се издужена пречка, окружујући густо језгро у коме се верује да се налази супермасивна црна рупа, Стрелац A*. Ова област је место интензивне активности и формирања звезда.
- Диск: Диск Млечног пута је равна структура у којој се налази већина звезда, гаса и прашине. У њему се налазе спирални кракови, региони активног формирања звезда.[3]
- Спирални кракови: Млечни пут има четири главна спирална крака (Персејев, Кентауров, Стрелчев и Нормин) и неколико мањих. Ови кракови садрже младе звезде и молекуларне облаке.
- Хало: Око диска се налази сферични хало, који садржи старе звезде (популација II) и глобуларна јата. Хало је такође место где се верује да се налази велика количина тамне материје.
- Ореол: Велики ореол окружује целу галаксију и садржи ретку материју, укључујући врућ гас и магнетна поља.

Сунце се налази у једном од спиралних кракова, на око 26.000 светлосних година од центра галаксије, у региону познатом као Орионов крак.

## Састав Млечног пута
Млечни пут садржи око 100 до 400 милијарди звезда, а његова укупна маса процењује се на око 1,5 билиона Сунчевих маса. Поред звезда, галаксија садржи и велике количине гаса (углавном водоника и хелијума) и прашине, који чине међузвездани медијум.
- Звезде: Звезде у Млечном путу припадају различитим популацијама. Популација I обухвата младе звезде богате металима, док популација II укључује старе звезде са мање метала, углавном у халоу.[5]
- Међузвездани медијум: Овај простор између звезда садржи гас и прашину, укључујући молекуларне облаке где се формирају нове звезде.
- Глобуларна и расејана јата: Глобуларна јата су густа, сферична скупљања старих звезда, док су расејана јата лабавија и садрже млађе звезде.

## Динамика и кинематика
Млечни пут је динамички систем у коме се звезде, гас и прашина крећу под утицајем гравитације. Галаксија ротира, а Сунце и његов систем планета обилазе центар галаксије брзином од око 220 километара у секунди, завршавајући један круг за око 240 милиона година. Ова ротација није уједначена, што се види из криве ротације галаксије, која указује на присуство тамне материје.
Кинематика Млечног пута проучава кретање звезда и звезданих јата, што помаже у разумевању гравитационих сила и распореда масе у галаксији. Пројекат Гаја, покренут од стране Европске свемирске агенције, пружио је детаљне податке о кретању милијарди звезда у Млечном путу, омогућавајући прецизније моделе галактичке динамике.

## Формирање и еволуција
Млечни пут се формирао пре око 13,6 милијарди година, убрзо након Великог праска. Сматра се да је настао колапсом огромног облака гаса и прашине, при чему су се формирале прве звезде и глобуларна јата у халоу. Током времена, галаксија је расла спајањем са мањим галаксијама, процесом познатим као галактички канибализам.
Еволуција Млечног пута укључује формирање спиралних кракова, развој диска и континуирано формирање нових звезда у молекуларним облацима. Сматра се да ће се Млечни пут у будућности, за око 4 милијарде година, сударити са галаксијом Андромеда, формирајући нову, већу галаксију.

## Поља истраживања у галактичкој астрономији
Галактичка астрономија обухвата широк спектар тема и подручја истраживања, укључујући:
- Хемијски састав: Проучавање заступљености елемената тежи од хелијума (метала) у звездама и међузвезданом медијуму.[5]
- Централна испупченост: Истраживање структуре и динамике испакнатине око центра галаксије.
- Центар галаксије: Фокус на супермасивну црну рупу Стрeлaц A* и околну активност.[3]
- Диск и спирални кракови: Анализа структуре и формирања звезда у диску и краковима.
- Хало и ореол: Истраживање старих звезда, глобуларних јата и тамне материје у халоу.
- Звездана кинематика: Проучавање кретања звезда и звезданих јата у галаксији.
- Формирање и еволуција: Разумевање процеса који су обликовали Млечни пут током времена.

## Методе и технологије
Галактичка астрономија користи различите методе и технологије за проучавање Млечног пута. Оптички телескопи, као што је Хабл свемирски телескоп, пружају детаљне слике видљивих делова галаксије. Радио телескопи, попут оних у Националној радио астрономској опсерваторији, омогућавају проучавање гаса и прашине скривених од видљиве светлости.
Инфрацрвени телескопи, као што је Спитцеров свемирски телескоп, откривају топлоту коју емитују хладни објекти у галаксији, док рендгенски телескопи, попут Чандре, проучавају високоенергетске феномене у центру галаксије.

## Значај галактичке астрономије
Проучавање Млечног пута има кључну улогу у разумевању формирања и еволуције галаксија уопште. Као наша „домаћа" галаксија, Млечни пут пружа јединствену прилику за детаљно истраживање процеса који се дешавају у спиралним галаксијама, укључујући формирање звезда, улогу тамне материје и динамику галактичких структура. Ова сазнања помажу астрономима да боље разумеју друге галаксије и структуру свемира на великим скалама.

## Будућност истраживања
Будућност галактичке астрономије обећава нова открића захваљујући напредним телескопима и мисијама. Свемирски телескоп Џејмс Веб, лансиран 2021. године, пружа невиђене инфрацрвене слике које ће помоћи у проучавању најстаријих звезда у Млечном путу.